# Cranachův digitální archiv
Cranachův digitální archiv (Cranach Digital Archive, cda) je mezinárodní výzkumný projekt, který má umožnit přístup k dílům Lucase Cranacha staršího a jeho dílny prostřednictvím internetu. Jde o jednu z iniciativ americké nadace A. W. Mellona (Andrew W. Mellon Foundation), jejímž cílem je podpořit mezinárodní sdílení uměleckohistorických a vědeckých informací a podpořit vzdělanost. Jedná se o unikátní modelový projekt, který plně využívá veškeré možnosti digitálního prostředí.

## Projekt
Projekt vznikl v situaci, kdy katalogy rychle zastarají a tištěná media nedokážou reagovat na narůstající sumu vědomostí, které generuje vědecký výzkum. Objem dostupných dat je takový, že ani není představitelné publikovat je v tištěné podobě. To se týká jak písemných archivů, které mají v digitální verzi tisíce stran, tak zejména fotodokumentace. Digitální fotografie, mikrofotografie, rentgenové snímky a infračervená reflektografie obrazů umožňují zveřejnění snímků ve vysokém rozlišení a jasu pouze v elektronickém prostředí. Cílem projektu je dlouhodobé uchování archivních materiálů, usnadnění přístupu k dílům a dokumentům pro co nejširší skupinu zainteresovaných a podpora nových forem interdisciplinární vědecké spolupráce.

## Historie projektu
Dílo Lucase Cranacha a jeho dílny je zastoupeno v mnoha světových sbírkách a patří k nejlépe dokumentovaným. Projekt vznikl současně s řadou souborných výstav umělce ve světových metropolích v letech 2006-2011, které měly milionovou návštěvnost. Pilotní fáze projektu proběhla v letech 2009-2011 a soustředila se nejprve na metodologické otázky a vytvoření nástrojů, které umožňují studium on line.
Andrew W. Mellon Foundation, která projekt financuje, je 20. nejbohatší nadace ve světě. Předmětem její podpory je vysokoškolské vzdělání v humanitních oborech a v knihovnictví, různé formy sdílení vzdělanosti prostřednictvím informačních technologií, dále muzea a ochrana kulturního dědictví, živé umění a životní prostředí. Od roku 2007 tato nadace financovala pilotní projekty, které se soustředily na digitalizaci a sdílení informací o uměleckých dílech (Raphael Research Resource, The Rembrandt Database).
Projekt vznikl na půdě dvou německých institucí: Stiftung Museum Kunstpalast, Düsseldorf a Technische Hochschule Köln a jeho ředitelem je Prof. Dr. Gunnar Heydenreich. Zakládajícími partnerskými organizacemi byly: Bayerische Staatsgemäldesammlungen, Alte Pinakothek, Mnichov, Doerner Institut, Mnichov, Kunsthistorisches Museum, Vídeň, Kunstmuseum Basel, Metropolitan Museum of Art, New York, National Gallery, Londýn, Gemäldegalerie, Staatliche Museen zu Berlin, Stiftung Preußischer Kulturbesitz, Staatliche Kunstsammlungen Dresden, Gemäldegalerie Alte Meister a dále historici umění Prof. Dr. Dieter Koepplin, Basel, Prof. Dr. Ingo Sandner, Dresden, Dr. Werner Schade, Berlin.
Druhá fáze projektu proběhla v letech 2012-2015. Jejím výsledkem je 5000 digitalizovaných stran dokumentů, 850 dokumentů ve formě PDF, 12 200 digitálních fotografií ve vysokém rozlišení, 360 rentgenových snímků a 1100 skenů pořízených pomocí infračervené reflektografie. K projektu se připojilo dalších 140 institucí (muzea, výzkumná pracoviště, církevní instituce). Podařilo se dokumentovat 930 obrazů z 85 sbírek. Bibliografie zahrnuje 2 950 publikací týkajících se Lucase Cranacha.
V České republice je partnerem projektu Národní galerie v Praze a podílí se na něm Obrazárna Pražského hradu, Moravská galerie v Brně, Severočeská galerie výtvarného umění v Litoměřicích, Diecézní muzeum v Litoměřicích, Muzeum Cheb, klášter premonstrátů v Nové Říši, Královská kanonie premonstrátů na Strahově, Anežský klášter a Arcibiskupský zámek Kroměříž. V roce 2016 se CDA podílel na přípravě výstavy Cranach ze všech stran / Cranach From All Sides, kterou uspořádala Národní galerie v Praze ve Šternberském paláci (23.6.2016-22.1.2017).
Třetí fáze projektu, plánovaná do let 2015-2018, má vytvořit úplnou databázi podkladů pro vědecké zkoumání Lucase Cranacha, uživatelsky vstřícné prostředí a trvalé úložiště digitálních dat. Cílem je mimo jiné umožnit snadnou aktualizaci dat prostřednictvím internetu, usnadnit hledání pomocí filtrů nebo doplnění technických údajů o obrazech.

### Navazující projekty
- Cesty ke Cranachovi ("Wege zu Cranach"): místa spojená s Lucasem Cranachem starším a jeho rodinou[4]
- Cranach pod zvětšovacím sklem ("Cranach magnified"): projekt J. Paul Getty Museum, New York, který zkoumá detaily Cranachových maleb[5]
- Digitální archiv umění, Düsseldorf ("Digitales Kunst- und Kulturarchiv Düsseldorf - Kulturamt der Landeshauptstadt Düsseldorf"). Společný projekt kulturních institucí města Düsseldorf, který má umožnit přístup ke 3,5 milionu sbírkových předmětů prostřednictvím internetu[6]

## Díla Lucase Cranacha v českých zemích zastoupená v Cranachově digitálním archivu

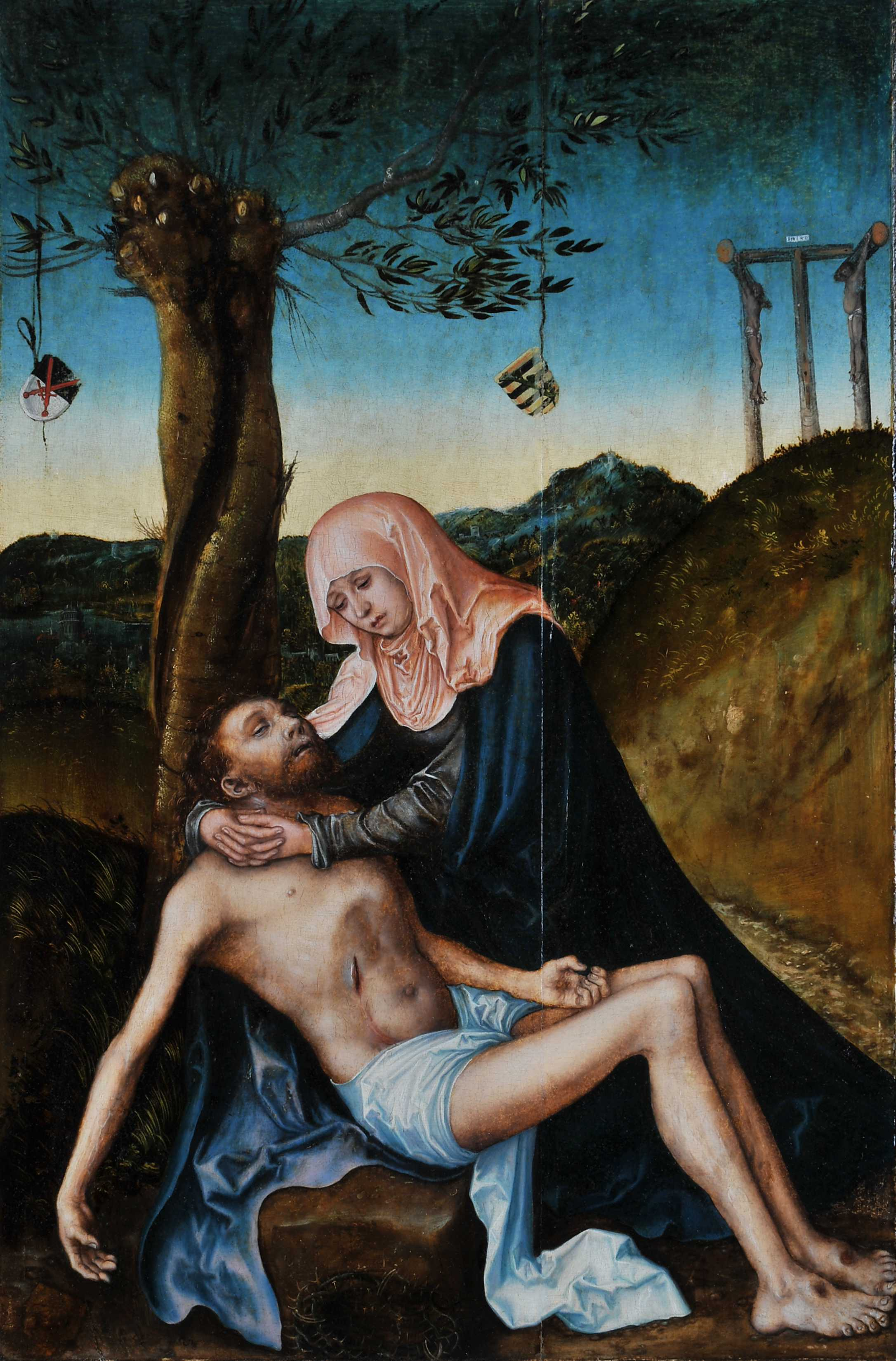
Pieta, Moravská galerie v Brně

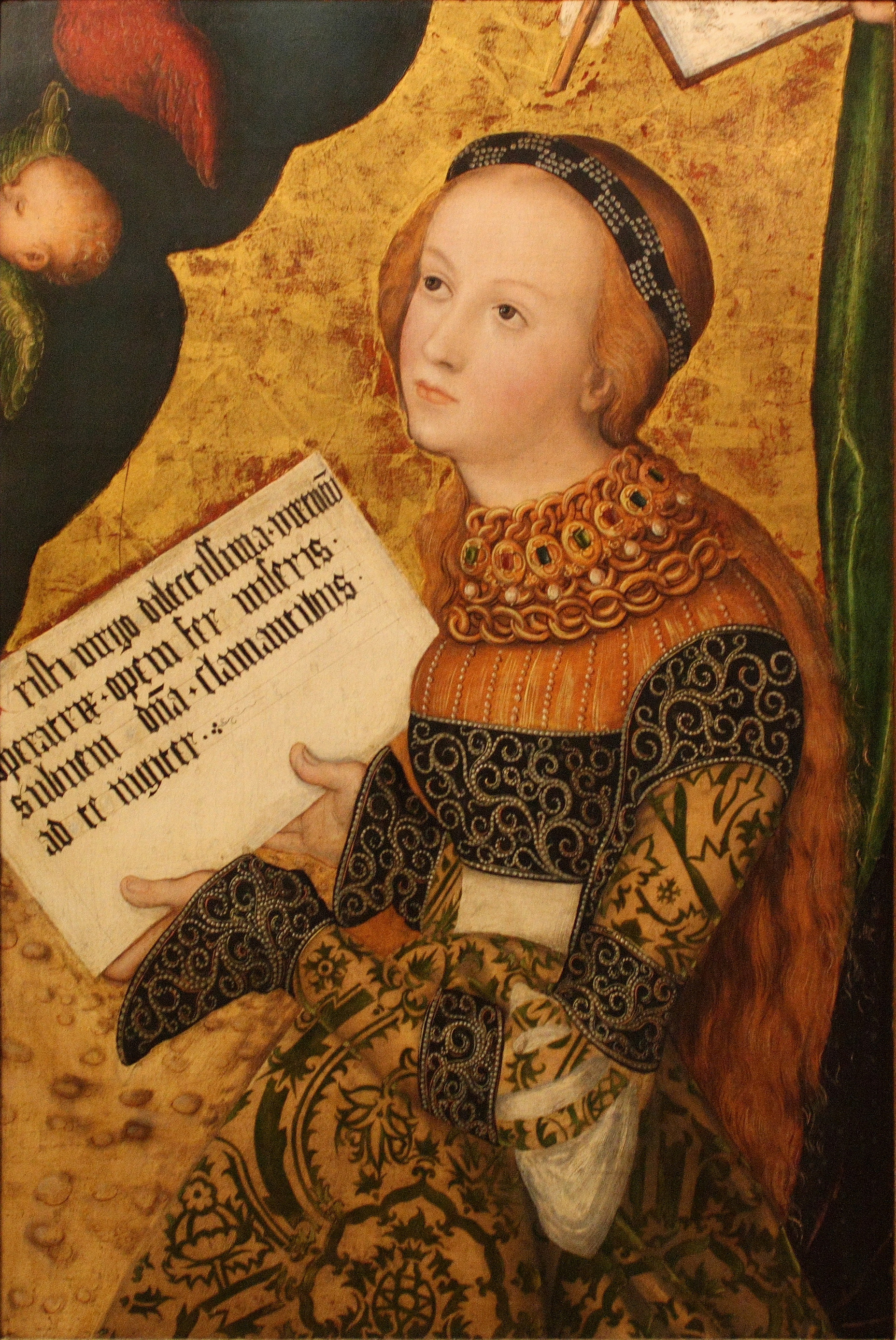
Pražský oltář, Christina, Národní galerie v Praze

Adam a Eva, Národní galerie v Praze

- Pieta (kolem 1512-1515), Moravská galerie v Brně[7]
- Stětí sv. Kateřiny (1515), Arcibiskupský zámek, Kroměříž[8][9]
- Stětí sv. Jana Křtitele (1515), Arcibiskupský zámek, Kroměříž[10][11]
- Bolestná Panna Marie, (dílna LC, 1512-1516), Národní galerie v Praze[12]
- Sv. Kateřina, oltářní křídlo (dílna LC 1513-1515), Moravská galerie v Brně[13][14]
- Sv. Barbora, oltářní křídlo (dílna LC, kolem 1515), Moravská galerie v Brně[15][16]
- Zvěstování P. Marii (dílna LC, 1515-1525), Národní galerie v Praze[17]
- Pražský oltář (fragmenty) [18][19][20]
- Pražský oltář (1520): Sv. Kristina, Národní galerie v Praze[21]
- Pražský oltář (1520): Sv. Kateřina a sv. Barbora, Obrazárna Pražského hradu[22][23]
- Oltářní triptych s mystickým zasnoubením sv. Kateřiny (LC a dílna a následovník, 1519-1528), kostel Všech svatých v Jáchymově[24], nejbližší předloha - ztracený obraz z Berlína v CDA[25][26]
- Žehnající jezulátko / Kristus trpitel (kolem 1520-1525), Národní galerie v Praze[27]
- Sv. Antonín poustevník (1520-1525), Diecézní galerie a muzeum, Litoměřice[28][29]
- Portrét dámy s jablkem (1527), Obrazárna Pražského hradu[30][31]
- Zákon a milost (Sündenfall und Erlösung, 1529), Národní galerie v Praze[32]
- Zákon a milost (kopie originálu ze 16. stol.), Národní galerie v Praze[33]
- Nerovný pár (1530), Národní galerie v Praze[34][35]
- Nerovný pár (dílna LC, 1531), Obrazárna Pražského hradu[36]
- Podobizna saského kurfiřta Fridricha III. Moudrého (dílna LC, 1532), Národní galerie v Praze[37]
- Madona s dítětem (dílna LC, 1535-1540), Národní galerie v Praze[38][39]
- Adam a Eva (kolem 1538), Národní galerie v Praze[40]
- Kristus a cizoložnice (dílna LC, po 1537), Národní galerie v Praze[41]
- Kristus a cizoložnice (LC mladší, po 1537), Lobkowiczké sbírky, Zámek Nelahozeves[42]
- Kristus žehnající dětem (LC mladší - dílna, po 1550), Národní galerie v Praze[43]
- Podobizna mladé dámy v klobouku, držící kapradinu (následovník, ?1538), Národní galerie v Praze[44]
- Oltář sv. Jana Křtitele (následovník LC, po 1549, dle graf. listu LC), Oblastní muzeum, děkanství Most[45]
- Adam a Eva (následovník - Anton Heusler, kolem 1555), Národní galerie v Praze[46]
- Madona s dítětem (následovník LC, 1500-1599), Diecézní galerie a muzeum, Litoměřice[47]

### Díla neuvedená
- Pašijový cyklus (dřevoryty), Národní galerie v Praze
- Grafické listy, Galerie výtvarného umění v Ostravě
- Portrét Martina Luthera (mědiryt, 1521), Moravská galerie v Brně
- Oltář s Mystickým zasnoubením sv. Kateřiny (žák LC, po 1519), Kostel sv. Jáchyma v Jáchymově[48]
- Votivní obraz s Mystickým zasnoubením sv. Kateřiny (okruh LC, kolem 1520), Regionální muzeum v Teplicích[49]
- Smrt sv. Jana Křtitele (okruh LC, kolem 1550), Most
- Kázání sv. Jana Křtitele (následovník LC, po pol. 16. stol.), Kostel Nanebevzetí Panny Marie v Mostě[50]

### Díla zničená
- Oltář v kostele sv. Jáchyma (1545). shořel 1873, zachován popis a náčrtek[51]